# Apobaetis insolitus
Apobaetis insolitus is een haft uit de familie Baetidae. De wetenschappelijke naam van de soort is voor het eerst geldig gepubliceerd in 2006 door Nieto.
De soort komt voor in het Neotropisch gebied.